# Alrawia
Alrawia je maleni biljni rod iz porodice šparogovki smješten u podtribus Hyacinthinae, dio tribusa Hyacintheae. Postoje dvije vrste lukovičastih geofita, jedna u graničnom području Irana i Iraka (A. nutans) i druga,  A. bellii, endem iz zapadnog Irana.

## Vrste
1. Alrawia bellii (Baker) Perss. & Wendelbo
2. Alrawia nutans (Wendelbo) Perss. & Wendelbo